# Free jazz
El free jazz es uno de los estilos o subgéneros propios del jazz. La expresión se utiliza en inglés, aunque la traducción «jazz libre» expresa igualmente el sentido del término. En sus comienzos, en Estados Unidos se conoció como new thing (literalmente la «cosa nueva»).

## Orígenes
Durante los años cincuenta, algunos desarrollos surgidos dentro la corriente del cool jazz representaron los primeros pasos hacia lo que posteriormente sería conocido como free jazz.
Un gran precedente fue el polémico e influyente trabajo del pianista, compositor y maestro de improvisación Lennie Tristano. Acompañado de sus discípulos (Lee Konitz, Warne Marsh y Billy Bauer), realizó en 1949 una serie de grabaciones que llevaron la innovación hacia terrenos inexplorados. Los sencillos "Intuition" y "Disgression", no tenían anclaje armónico y daban paso a la libre improvisación conjunta de los seis músicos, precediendo en una década a los primeros desarrollos del free jazz. Muchos críticos tildaron en su momento de intelectual, fría y abstracta su música, pero sería bien recibida en los espacios más innovadores que buscaban precisamente un jazz más "cerebral". 
Influenciados por Tristano, algunos músicos como George Russell y Charles Mingus aplicaron para sus orquestas formulaciones similares a las que ya se habían dado en la música clásica en los años veinte, con la irrupción de la atonalidad de la Escuela de Viena.
No obstante, y en palabras del crítico neoyorquino Don Heckman: «Durante toda la historia del jazz hay una tendencia, de crecimiento libre, en dirección a la liberación de la idea improvisadora respecto de las limitaciones armónicas».
Esta evolución hacia la atonalidad del jazz, lejos de tener su origen y referencia en la vanguardia abstracta «clásica» (Arnold Schönberg, Alban Berg…), se encuentra más cerca de la «atonalidad folclórica» concreta del field cry y el folk-blues arcaico.
Para críticos como Heckman, Marshall Stearns o Joachim E. Berendt, no hay duda de este origen en la música de Ornette Coleman, Pharoah Sanders o Albert Ayler. Como ejemplo, Berendt cita el hecho de que Coleman no llegó a saber de la existencia de la atonalidad europea hasta que conoció a Gunther Schuller, en 1960, cuando ya había desarrollado sus propios conceptos de tonalidad libre.

## Ideología
Ese desarrollo musical se produce paralelamente a la adquisición, por parte de los músicos negros, de una conciencia social, que les hace comprender que su música puede ser un medio de lucha en el llamado movimiento por los derechos civiles. Esta rápida radicalización ideológica los llevará tanto a asumir planteamientos cercanos al Black Power o a posiciones religiosas islamizantes (conversión al islamismo, adopción de nombres árabes, etc), como, incluso, a actuaciones políticas más radicales, de apoyo económico a los Black Panthers.
Esta politización se plasmó tanto en la inspiración de la propia música (por ejemplo, ¡New Wiew!, de John Handy, sobre James Meredith, o Malcolm de Archie Shepp, en referencia a Malcolm X), como en la creación de asociaciones como la AACM de Chicago o en la propia ideología de músicos como Mingus, que utilizaban la coming black revolution (la inminente revolución negra), incluso como recurso en sus relaciones profesionales.
De hecho, los músicos del free jazz se plantearon con frecuencia su posición como una respuesta al establishment racista: «Frente al mismo, la única salida de los músicos negros es unirse y responder a la discriminación con la discriminación; organizarse y excluir a los blancos de sus grupos y circuitos».
Como indican expresamente Carles, Comolli y Clergeat, «ninguna otra forma artística en la historia (y no solamente en la de la música) ha encarnado, realizado, realzado con una tal intensidad sus apuestas en el ámbito económico, social, político…».

## Características

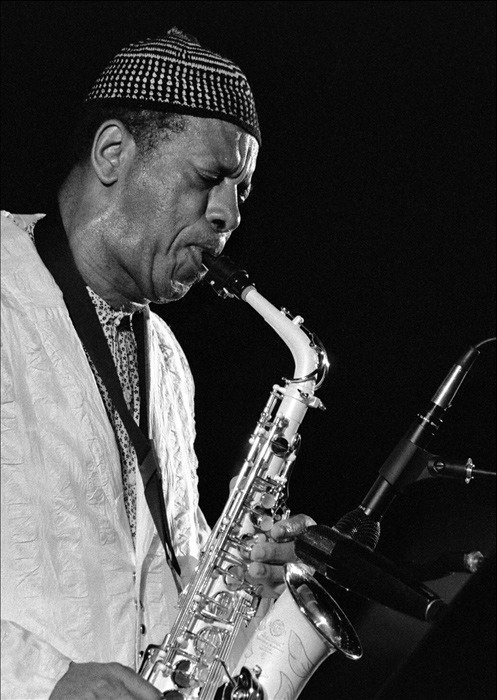
Ornette Coleman

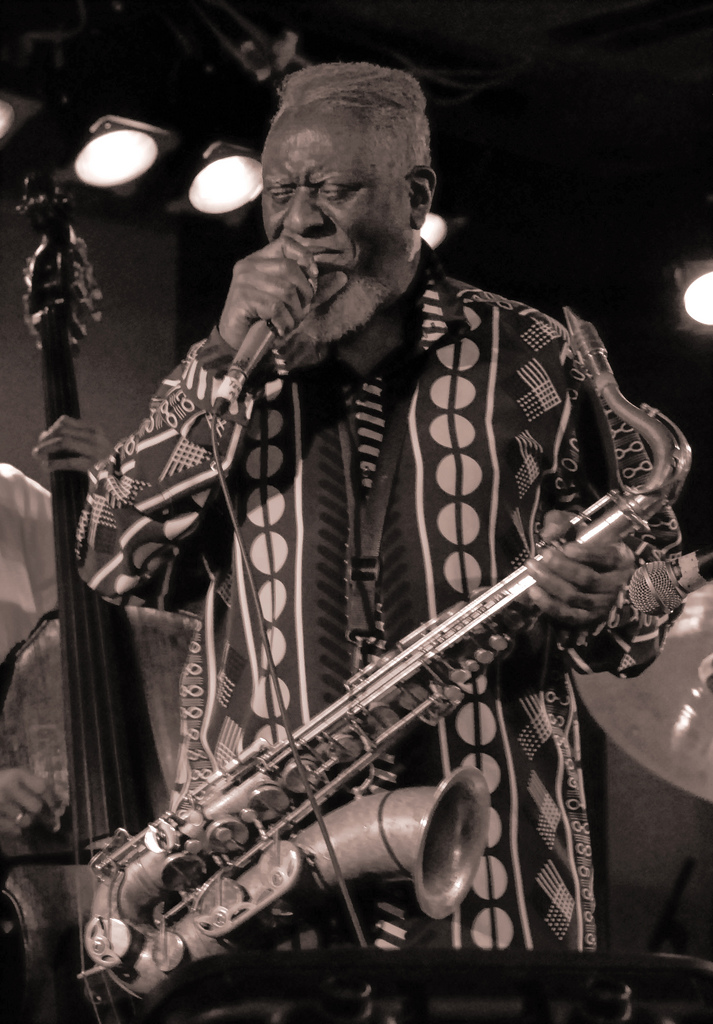
Pharoah Sanders

Algunos músicos de jazz se resisten a cualquier intento de clasificación. Una de las dificultades es que la mayor parte del jazz tiene un elemento de improvisación. Muchos músicos se inspiran en conceptos y modismos del free jazz, que nunca ha sido totalmente distinto de otros géneros, pero que tiene algunas características únicas. Pharoah Sanders y John Coltrane utilizaban el soplido áspero u otras técnicas extendidas para obtener sonidos poco convencionales de sus instrumentos. Al igual que otras formas de jazz, da prioridad estética a la expresión de la "voz" o el "sonido" del músico, a diferencia de la tradición clásica, en la que se considera que el intérprete expresa más bien los pensamientos del compositor.
Los primeros estilos de jazz solían basarse en formas de canción, como el blues de doce compases o la forma de canción popular AABA de 32 compases con cambios de acordes. En el jazz libre, se elimina la dependencia de una forma fija y preestablecida y, en consecuencia, aumenta el papel de la improvisación.
Otras formas de jazz utilizan metros regulares y ritmos pulsados, normalmente en 4/4 o (con menos frecuencia) 3/4. El free jazz mantiene la pulsación y a veces swings pero sin métrica regular. Los frecuentes accelerando y ritardando dan una impresión de ritmo que se mueve como una ola.
Las formas de jazz anteriores utilizaban estructuras armónicas, normalmente ciclos de acordes diatónicos. Cuando se producía la improvisación, ésta se basaba en las notas de los acordes. El jazz libre, casi por definición, está libre de tales estructuras, pero también por definición (después de todo, es "jazz" tanto como "libre") conserva gran parte del lenguaje del jazz anterior. Por lo tanto, es muy común escuchar frases diatónicas, dominantes alteradas y blues en esta música.
El guitarrista Marc Ribot comentó que Ornette Coleman y Albert Ayler "aunque estaban liberando ciertas restricciones del bebop, en realidad cada uno estaba desarrollando nuevas estructuras de composición." Algunas formas utilizan melodías compuestas como base para la interpretación e improvisación en grupo. Los practicantes de free jazz a veces utilizan dicho material. Se emplean otras estructuras compositivas, algunas detalladas y complejas.: 276 
Algunos críticos consideran que la ruptura de la forma y la estructura rítmica coincide con la exposición y el uso por parte de los músicos de jazz de elementos de la música no occidental, especialmente africana, árabe e india. Los historiadores y los intérpretes de jazz suelen atribuir la atonalidad del free jazz a un retorno a la música no tonal del siglo XIX, incluidos los gritos de campo, los gritos callejeros y los jubileos (parte del elemento de "retorno a las raíces" del free jazz). Esto sugiere que quizá el alejamiento de la tonalidad no fuera un esfuerzo consciente por concebir un sistema atonal formal, sino más bien un reflejo de los conceptos que rodeaban al free jazz. El jazz se hizo "libre" al eliminar la dependencia de las progresiones de acordes y utilizar en su lugar estructuras politímpicas y polirrítmicas.
El rechazo de la estética bop se combinó con una fascinación por estilos anteriores del jazz, como el dixieland con su improvisación colectiva, así como por la música africana. El interés por la música étnica se tradujo en el uso de instrumentos de todo el mundo, como el  talking drum del África occidental de Ed Blackwell, y la interpretación del yodeling pigmeo de Leon Thomas. Se encontraron ideas e inspiración en la música de John Cage, Musica Elettronica Viva, y el movimiento Fluxus.
Muchos críticos, sobre todo en los inicios de la música, sospechaban que el abandono de elementos familiares del jazz apuntaba a una falta de técnica por parte de los músicos. En 1974, estas opiniones eran más marginales, y la música había creado un corpus de escritos críticos.
Muchos críticos han establecido conexiones entre el término "free jazz" y el entorno social estadounidense de finales de los años cincuenta y sesenta, especialmente las tensiones sociales emergentes de la integración racial y el movimiento por los derechos civiles. Muchos sostienen que fenómenos recientes como la histórica sentencia Caso Brown contra el Consejo de Educación de 1954, la aparición de los "Viajeros de la libertad" en 1961, el Verano de la Libertad de 1963 de registro de votantes negros apoyado por activistas y las Escuelas de la Libertad negras alternativas y gratuitas demuestran las implicaciones políticas de la palabra "libre" en el contexto del free jazz. Así, muchos consideran que el free jazz no es sólo un rechazo a ciertos credos e ideas musicales, sino una reacción musical a la opresión y la experiencia de los afroestadounidenses.
Las circunstancias que caracterizan este estilo son absolutamente revolucionarias en la historia del jazz, aunque algunas de ellas ya se habían ensayado (desde otra óptica) en el campo de la música contemporánea:
- El ritmo no se localiza en ningún grupo de instrumentos, sino que se extiende a la globalidad en forma de impulsos, de energía. Es decir, se trata de un visión moderna de la polirritmia del hot.
- Los tempos se conciben de manera herética respecto de la ortodoxia occidental, variando de manera perceptible.
- La melodía y el ritmo no se tratan como sectores independientes, sino interrelacionados.
- A los acordes y la estructura melódico-armónica se enfrenta la invención espontánea, la acción y la atonalidad.
- Se pierde totalmente el concepto de fraseo, llegándose a una autonomía de los distintos sonidos, ampliándose la entonación y el timbre específico de los instrumentos al campo de los ruidos.
- Se incorporan experiencias sonoras y filosóficas de otras músicas del mundo, especialmente de África.

Todos estos aspectos suponen, realmente, un intento de «vuelta a lo africano» sin renuncia a la modernidad, incluso con especial énfasis en la modernidad. Aparecen aspectos que recuperan elementos esenciales del hot, como la improvisación colectiva, la polirritmia, la vocalización de los instrumentos, etc.

## Evolución

### Nacimiento del free jazz
Está generalmente aceptado por la crítica que, al margen de los antecedentes ya citados, el free jazz nace con la publicación en 1959 del disco The Shape of Jazz to Come, de Ornette Coleman, y toma carta de naturaleza en 1960, con la publicación del disco homónimo de Ornette Coleman y su doble cuarteto, que supone una revolución estilística en el jazz, pero «no solamente eso, sino una puesta en crisis, una relectura y una superación virtual de todo lo que había sido el jazz, cuestionando los fundamentos socio-culturales tanto como su desarrollo histórico».
En los primeros años sesenta se asiste a una, aparentemente, irresistible ascensión del free jazz que, paralelamente, recibe una ingente cantidad de rechazos resumibles en una sola frase: «Esto no es música».
Críticas que, por otra parte, provienen no solo del público o de periodistas especializados, sino de músicos de jazz, como Roy Eldridge o Quincy Jones.
Además de Coleman, Cecil Taylor, Eric Dolphy y Don Cherry son los principales iniciadores de esta línea. Pero músicos ya reputados, como el citado Mingus (Fables of Faubus), o John Coltrane (Ascension), se apartan de las temáticas tradicionales para concentrar sus esfuerzos sobre un tratamiento exasperado de la temática sonora, claramente deudor de Coleman. De hecho, la gran mayoría de los saxofonistas del free jazz se han encontrado, en algún momento de su desarrollo, en la órbita coltraniana: Archie Shepp, Pharoah Sanders, Gato Barbieri y otros.

### La época de oro
En 1964, Bill Dixon crea la Jazz Composers Guild (gremio o hermandad), que agrupa a la mayoría de los jazzistas libres neoyorquinos, de la que Carla Bley y Mike Mantler extraerán la Jazz Composer’s Orchestra, que plasma su ideología en una serie de conciertos-manifiesto denominados, significativamente, La Revolución de Octubre en jazz. También en Chicago se produce un movimiento similar, con la AACM (Asociación para el Avance de la Música Creativa), de la que saldrá uno de los grupos emblemáticos del free jazz, el Art Ensemble of Chicago.
En los años sesenta, casi todos los músicos de jazz se mueven de una u otra manera en terrenos relacionados con el free jazz:
- Muhal Richard Abrams,
- Scott LaFaro,
- Miles Davis,
- Dollar Brand,
- Anthony Braxton,
- Marion Brown,
- Jimmy Giuffre,
- Burton Greene
- Eddie Gomez,
- Charlie Haden,
- Steve Lacy,
- Yusef Lateef,
- Gary Peacock,
- Sun Ra,
- Sonny Rollins,
- Sonny Sharrock.

Por otra parte, la apertura de las concepciones musicales del free jazz a ritmos y músicas de carácter étnico (especialmente las procedentes del mundo mediterráneo-arábigo y, sobre todo, hindú) abre las puertas del mundo del jazz a creadores de todo el mundo, en especial europeos (Albert Mangelsdorff, John Fischer, Manfred Schoof, Michel Portal, John Surman…), que crearon un tipo propio de desarrollo del free. Berendt afirma que, después de la AACM, no ha habido un grupo de músicos free tan homogéneo en su estilo y concepciones, como los músicos alemanes de los sesenta.
A mediados de los años sesenta, el free jazz se había convertido en una manera de expresión ricamente articulada que abarcaba todas las temáticas y comandaba todas las vías de desarrollo del jazz.
Eso permitió manifestaciones como la del guitarrista húngaro Gábor Szabó, que afirmó que el jazz, tal como lo hemos conocido, ha muerto, en una muestra del optimismo revolucionario que embargaba entonces a la música (y no solo de jazz).

### Decadencia
Sin embargo, a partir de 1967 comienza a apreciarse una clara recesión del favor del público respecto del free jazz sin que, paralelamente, disminuyan las críticas intransigentes. Cada vez más, los músicos comienzan a regresar a estructuras bop y a recoger velas en las líneas de desarrollo, negando incluso el carácter innovador del free.
A finales de los años sesenta, el free jazz ya no es el motor de la evolución del jazz, y se abren caminos, sin duda deudores de él, pero diferentes: el jazz fusión, especialmente el jazz rock; las experiencias europeas asociadas al sello ECM; el jazz étnico … En todos ellos, en cualquier caso, se mantienen elementos aportados por el free jazz: recursos atonales, ritmos globales, improvisación colectiva…

## Selección discográfica
- 1959: The Shape of Jazz to Come, Ornette Coleman, Atlantic.
- 1960: Free Jazz: A Collective Improvisation, de Ornette Coleman Double Quartet, en la discográfica Atlantic.
- 1965: Ascension, de John Coltrane, en Impulse!.
- 1965: The Magic City, de Sun Ra, en Saturn.
- 1966: Miles Smiles, Miles Davis, Columbia.
- 1969: Karma, de Pharoah Sanders, en Impulse!.
- 1972: The Cry of My People, de Archie Shepp, en Impulse!.
- 1972: Bap-Tizum, Art Ensemble of Chicago, en Koch Jazz.